# شاندرا موهان (ممثل)
شاندرا موهان هو ممثل هندي (وحمل سابقاً جنسية الراج البريطاني)، ولد في 1905 في الهند، وتوفي بنفس المكان في 1949.

## وصلات خارجية
- شاندرا موهان (ممثل) على موقع IMDb (الإنجليزية)